# L'Autre (film 2008)
L'Autre è un film del 2008 diretto da Patrick-Mario Bernard e Pierre Trividic.

## Riconoscimenti
- 2008 - Mostra del cinema di Venezia
  - Miglior interpretazione femminile a Dominique Blanc
  - Nomination Leone d'oro a Patrick-Mario Bernard e Pierre Trividic
- 2010 - Premio César
  - Nomination Migliore attrice protagonista a Dominique Blanc